# NGC 5994
NGC 5994 في الفهرس العام الجديد، هي مجرة، تقع في كوكبة الحية. اكتشفت في 9 مارس 1851 بواسطة ويليام بارسونز.

## روابط خارجية
- NGC 5994 على موقع ويكي سكاي: DSS2, SDSS, GALEX, IRAS, Hydrogen α, X-Ray, Astrophoto, Sky Map, Articles and images